# Mannophryne larandina
Mannophryne larandina es una especie de anfibio anuro de la familia Aromobatidae.

## Distribución geográfica
Esta especie es endémica de la Sierra de Barbacoas en el estado Lara, Venezuela. Habita a 1800 m de altitud.

## Publicación original
- Yústiz, 1991 : Un nuevo Colostethus (Amphibia: Dendrobatidae) en la Sierra de Barbacoas, Estado Lara, Venezuela. Bioagro, vol. 3, n.º 4, p. 145-151.[5]